# Ionaspis chrysophana
Ionaspis chrysophana är en lavart som först beskrevs av Körb., och fick sitt nu gällande namn av Stein. Ionaspis chrysophana ingår i släktet Ionaspis och familjen Hymeneliaceae.   Inga underarter finns listade i Catalogue of Life.
I den svenska databasen Dyntaxa används istället namnet Ionaspis suaveolens för samma taxon.  Arten är reproducerande i Sverige.